# Zemský okres Steinburg
Zemský okres Steinburg (německy Kreis Steinburg) je zemský okres v německé spolkové zemi Šlesvicko-Holštýnsko. Sídlem správy zemského okresu je město Itzehoe. Má přibližně 131 tisíc obyvatel. 

## Města a obce
Města:
1. Glückstadt
2. Itzehoe
3. Kellinghusen
4. Krempe
5. Wilster

Obce:
1. Aasbüttel
2. Aebtissinwisch
3. Agethorst
4. Altenmoor
5. Auufer
6. Bahrenfleth
7. Beidenfleth
8. Bekdorf
9. Bekmünde
10. Besdorf
11. Blomesche Wildnis
12. Bokelrehm
13. Bokhorst
14. Borsfleth
15. Breitenberg
16. Breitenburg
17. Brokdorf
18. Brokstedt
19. Büttel
20. Christinenthal
21. Dägeling
22. Dammfleth
23. Drage
24. Ecklak
25. Elskop
26. Engelbrechtsche Wildnis
27. Fitzbek
28. Grevenkop
29. Gribbohm
30. Hadenfeld
31. Heiligenstedten
32. Heiligenstedtenerkamp
33. Hennstedt
34. Herzhorn
35. Hingstheide
36. Hodorf
37. Hohenaspe
38. Hohenfelde
39. Hohenlockstedt
40. Holstenniendorf
41. Horst
42. Huje
43. Kaaks
44. Kaisborstel
45. Kiebitzreihe
46. Kleve
47. Kollmar
48. Kollmoor
49. Krempdorf
50. Kremperheide
51. Krempermoor
52. Kronsmoor
53. Krummendiek
54. Kudensee
55. Lägerdorf
56. Landrecht
57. Landscheide
58. Lockstedt
59. Lohbarbek
60. Looft
61. Mehlbek
62. Moordiek
63. Moorhusen
64. Mühlenbarbek
65. Münsterdorf
66. Neuenbrook
67. Neuendorf bei Elmshorn
68. Neuendorf-Sachsenbande
69. Nienbüttel
70. Nortorf
71. Nutteln
72. Oelixdorf
73. Oeschebüttel
74. Oldenborstel
75. Oldendorf
76. Ottenbüttel
77. Peissen
78. Pöschendorf
79. Poyenberg
80. Puls
81. Quarnstedt
82. Rade
83. Reher
84. Rethwisch
85. Rosdorf
86. Sankt Margarethen
87. Sarlhusen
88. Schenefeld
89. Schlotfeld
90. Siezbüttel
91. Silzen
92. Sommerland
93. Stördorf
94. Störkathen
95. Süderau
96. Vaale
97. Vaalermoor
98. Wacken
99. Warringholz
100. Westermoor
101. Wewelsfleth
102. Wiedenborstel
103. Willenscharen
104. Winseldorf
105. Wittenbergen
106. Wrist
107. Wulfsmoor